# Вълчия лов
Вълчият лов е измислено събитие от творчеството на Толкин.
Той засяга историята на Арда, както се нарича земята в творбите на британския писател. Ловът бил направен с цел улавяне и убиване вълкът Кархарот, който бил отхапал ръката на Берен и погълнал силмарила в нея.

## История
По време на лова крал Тингол се отправя в преследване на Кархарот заедно с най-великите си и доверени воини. С него били още Маблунг и Белег, както и Берен Ерхамион и Хуан, хрътката на Валинор. Те открили вълкът Кархарот, за когото били тръгнали на лов, при Нелдорет, където вълкът пил от водопада на р. Есгалдуин. В крайна сметка, Хуан победил Кархарот, но той и Берен били смъртно ранени.

### Развръзка
От търбуха на вълка Тингол взел силмарила и го отнесъл обратно в Менегрот. Това бил същият камък, носен от Еарендил в пътешествието му към Аман и който впоследствие изгрял на небето.